# Motorola ROKR E6
Motorola ROKR E6 — сотовый телефон, выпущенный фирмой Motorola в декабре 2006 года. Является одним из немногих телефонов под управлением ОС Linux.
Некоторые обозреватели утверждают, что несмотря на отдельные технические детали, типа ОС и сенсорного экрана, аппарат всё же не является смартфоном. Другие считают, что смартфоном он является, но ограниченным.

## Техническая спецификация
- Основной процессор: Intel XScale PXA270 processor
- Дополнительный процессор: Freescale ARM CPU with a Motorola 56000 DSP обеспечивающий связь с сетью.
- Стандарты связи: GSM 850/900/1800/1900 MHz (quad band), GPRS Class 10, также на некоторых прошивках поддерживается EDGE.
- Интерфейсы связи: Mini-USB, BlueTooth 1.2 (A2DP)
- Вес: около 122 г.
- Размер: около 111 x 51,5×14 мм
- Дисплей: 240 x 320; 262k; 2.4" TFT Сенсорный экран
- Камера: 2-мегапиксельная камера, с возможностью записи видео и макросъемкой.
- Память: поддержка карт памяти SD объёмом до 4ГБ (до 32ГБ после прошивки ядра).
- Время работы в режиме разговора: от 3 до 7.4 часов
- Время работы в режиме ожидания: от 140 до 250 часов
- Аккумулятор: Li-Ion, 1000 мАч

## Дополнительные возможности
- Браузер: WAP 2.0, WML, xHTML, HTML
- Аудио: MIDI (40), MP3, WAV, AMR, WMA, AAC, AAC+, RA (RealAudio)
- Видео: 3GP, MP4, RV (RealVideo), а также AVI,FLV,MPG,WMV (проигрывателями QEZXPlayer, eXmms)
- Стерео FM радио
- Сообщения: e-mail, MMS, SMS
- Электронная почта: POP3, IMAP4, SMTP
- Просмотр документов (PDF, Word, Excel, PowerPoint)
- Приложения: J2ME, JSR184 (3D), MIDP 2.0, MPKG
- Синхронизация: SyncML
- Операционная система : Montavista Linux

## Похожие модели
- Motorola A1200
- Motorola A1600
- Motorola E680